# Pales tamilensis
Pales tamilensis là một loài ruồi trong họ Tachinidae.